# Чарлі Нджум
Чарлі Нджум (11 листопада 1986) — камерунський плавець.
Учасник Олімпійських Ігор 2020 року, де в попередніх запливах на дистанції 50 метрів вільним стилем посів 64-те місце і не потрапив до півфіналів.